# Bernhard Alldag
Bernhard Alldag (* 1. Mai 1895 in Hannover; † 14. November 1983 in Celle) war ein deutscher Heimatdichter, Kabarettist, Maler und Mundartdichter. Er lebte und arbeitete in Hannover und Celle.

## Schriften (Auswahl)
- Wo dä Lärke jubeleert und dä Grille musezeert, Plattdütsch, [o. D., o. O., 19..]